# Роберт Макґреґор (плавець)
Роберт Макґреґор (англ. Bob McGregor, 3 квітня 1944) — британський плавець.
Призер Олімпійських Ігор 1964 року, учасник 1968 року.
Чемпіон Європи з водних видів спорту 1966 року, призер 1962 року.
Призер Ігор Співдружності 1966 року.
Призер літньої Універсіади 1967 року.